# Meine
Meine ist eine Gemeinde im Landkreis Gifhorn in Niedersachsen. Meine ist die größte Mitgliedsgemeinde und der Verwaltungssitz der Samtgemeinde Papenteich.

## Geografie

### Geografische Lage
Meine liegt im östlichen Niedersachsen auf dem Weg von Braunschweig zur Lüneburger Heide. Quer durch das Gemeindegebiet verläuft der Mittellandkanal. Das Gelände weist kaum Hügel auf, doch bei klarem Wetter kann man Elm und Harz sehen. Außerhalb der Orte liegen Felder, Laubwälder und bei Abbesbüttel ein Kies- und Sandabbaugebiet.
Der höchste Punkt der Gemeinde liegt mit 100 m ü. NHN südöstlich von Grassel in der Wanne In den Winkelwiesen.

### Nachbargemeinden
Die Gemeinde Meine grenzt im Süden an die Stadt Braunschweig. Weitere benachbarte Gemeinden sind Rötgesbüttel, Vordorf, Isenbüttel, Wasbüttel, Calberlah (alle Landkreis Gifhorn) und Lehre (Landkreis Helmstedt). Die Städte Braunschweig, Gifhorn und Wolfsburg sind jeweils rund 10 Kilometer von Meine entfernt.

### Gemeindegliederung

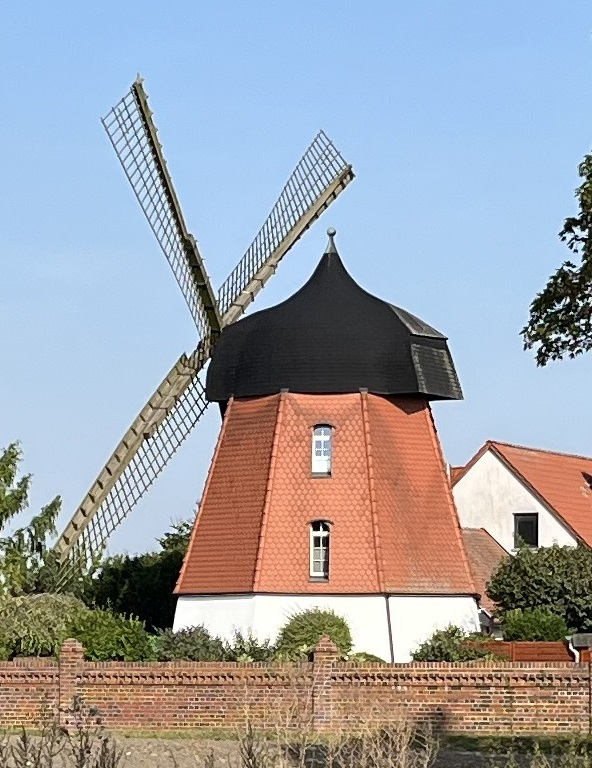
Windmühle vom Typ Erdholländer an der Abbesbütteler Straße, erbaut 1864

Die Gemeinde umfasst die Ortsteile Meine (Kernort), Abbesbüttel, Bechtsbüttel, Wedelheine, Wedesbüttel, Grassel, Gravenhorst und Ohnhorst sowie die Siedlungen Meinholz und Martinsbüttel. Hinzu kommt eine Windmühle mit eigener Bushaltestelle in der Feldmark zwischen Meine und Abbesbüttel. Die Mühle findet sich auch im Gemeindewappen wieder.
Innerhalb des Kernortes Meine wird der westliche Teil Meinersand genannt und der Nordteil Zellberg. Nach Meibeyer soll die Bezeichnung Zellberg auf ein ehemals dort gelegenes vorgeschichtliches Hügelgrab zurückgehen, das später im Zuge der landwirtschaftlichen Nutzung des Geländes beseitigt worden sei.
In der Feldmark nördlich des Dorfes liegt die Ortswüstung Smelke und südöstlich die Ortswüstung Stapel oder Stabel. Weit nördlich des Dorfes, kurz vor Rötgesbüttel, liegen der Büchenteich, der im Dorf Beukendiek genannt wird, sowie die Dingbänke. Der Name Dingbänke weist auf einen alten zentralen Gerichts- und Versammlungsplatz unter freiem Himmel (Ding, Thing) für die historische Gogräfschaft Papenteich hin. Auf halbem Wege zwischen Meine und Ohnhorst liegen die Meiner Teiche, ein ausgedehntes Teichgebiet (ehemalige Klärteiche der Zuckerfabrik) mit artenreichem Vogelbestand (siehe unten).
Ein angelegter Lehrpfad entlang eines asphaltierten Radweges zwischen B 4 und Mittellandkanal führt Interessierte in die lokale Flora mit ihrem Bewuchs und Ausprägungen ein und vermittelt Wissenswertes auf beschilderten Wegstationen.

## Geschichte

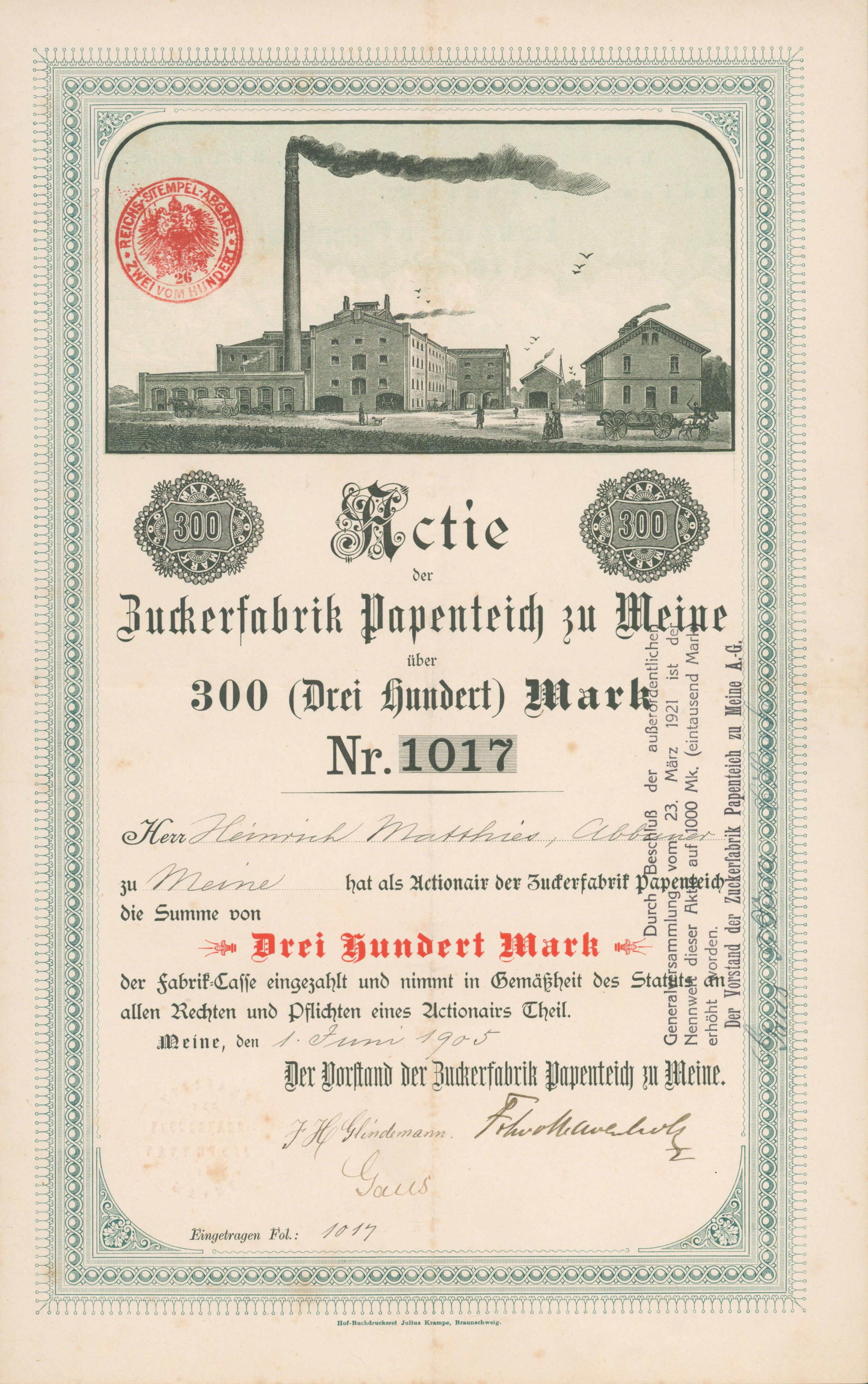
Aktie der Zuckerfabrik Papenteich zu Meine über 300 Mark, ausgegeben am 1. Juni 1905.

Meine wurde erstmals im Jahr 1007 als Meynum urkundlich erwähnt. Es wird jedoch angenommen, dass der Ort zu dieser Zeit bereits länger bestand. Nach der Auffassung des Geographen Wolfgang Meibeyer hängt die Gründung Meines mit der Unterwerfung des Sachsenlandes durch die Franken im 8. Jahrhundert zusammen. Zu dieser Zeit seien mehrere Siedlungen im bis dahin weitgehend unbesiedeltem Nordwald gegründet worden. Oberbeck nimmt dagegen eine Entstehung des Dorfes zu Beginn der älteren Rodeperiode (etwa im 6. oder 7. Jahrhundert) an.
Ab dem 11. Jahrhundert war der Ort Grenzort zwischen dem Bistum Halberstadt und dem Bistum Hildesheim, deren Grenze westlich des Ortes verlief. Um 1280 wurde Meine in einem Lehnsregister ala Meynem erwähnt. Die Edelherren von Meinersen waren hier begütert. Sie gaben um 1280 im Ort drei Hufen als Lehen an Bertram von Sambleben.

### Zuckerfabrik im 19. und 20. Jahrhundert

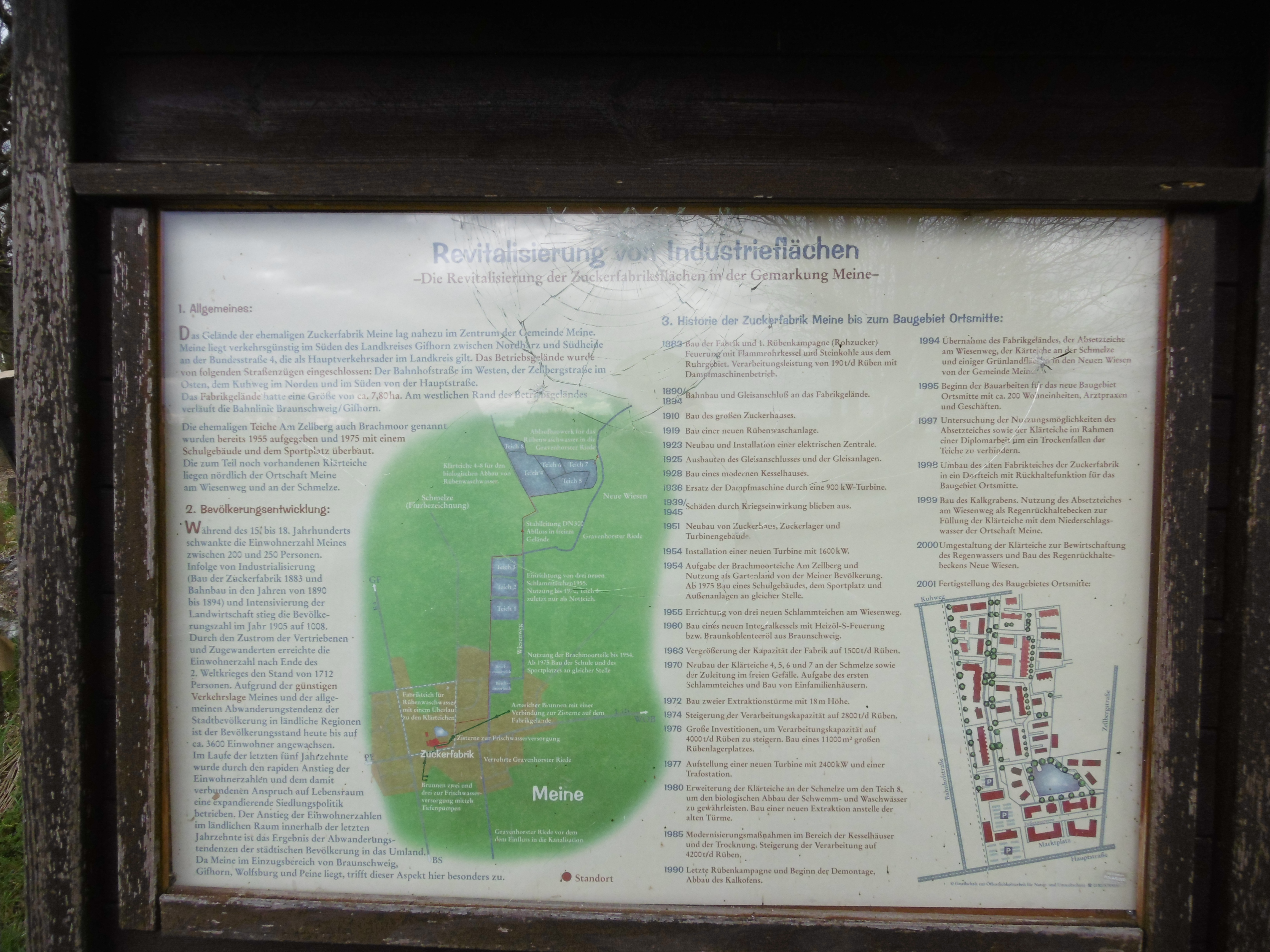
Informationstafel bei den früheren Klärteichen der Zuckerfabrik Meine mit einer tabellarischen Aufstellung wichtiger Jahreszahlen

Einen bedeutenden Aufschwung erlebte der Ort infolge der Errichtung der Zuckerfabrik Papenteich zu Meine AG. 1883 wurde die erste Rübenkampagne durchgeführt, 1890 erhielt die Fabrik einen Anschluss an die spätere Bahnstrecke Braunschweig–Wieren. Ab 1977 ging der Betrieb zunächst eine enge Kooperation mit der Zuckerfabrik Fallersleben ein, 1984 erfolgte der Zusammenschluss. 1990 ist die Fabrik im Zuckerverbund Nord AG aufgegangen und wurde 1991 stillgelegt. Das Gelände der Fabrik im Ortskern wurde anschließend zu einem marktähnlichen Platz mit Wohngebäuden umgestaltet. 

### 20. Jahrhundert
Über die Ereignisse in Meine zwischen 1930 und 1939 berichtet das unter dem Titel "Unsichtbare Kirche" veröffentlichte Tagebuch des damaligen evangelischen Gemeindepastors Rudolf Gurland. Väterlicherseits jüdischer Abstammung, war er nach der Oktoberrevolution im Baltikum von den Bolschewisten verfolgt worden und nach 1933 in Niedersachsen nationalsozialistischen Einschüchterungsversuchen ausgesetzt.
In der Endphase des Zweiten Weltkrieges kam es aufgrund verstärkter Luftangriffe auf die nahe gelegene Industriestadt Braunschweig auch zu Bombenabwürfen in und um den Ort Meine.
In der Nacht vom 13. auf den 14. August 1944 erlebte Meine seinen schwersten Bombenangriff. Ziel des Angriffs waren die Reichsstraße 4 (heute: Bundesstraße 4) sowie die Verbindung der Reichsbahn von Braunschweig nach Gifhorn. Infolge des Angriffes wurden zwei Gebäude an der Hauptstraße durch die Bomben vollständig zerstört. Die Reichsstraße 4 sowie die Eisenbahnverbindung wurden schwer getroffen und waren für mehrere Tage unpassierbar. Meine wurde im April 1945 von US-amerikanischen Truppen besetzt und gehörte später zur britischen Besatzungszone.

### 21. Jahrhundert
2009 wurde in Meine auf dem Gelände der ehemaligen Haupt- und Realschule der Grundstein für ein privates Gymnasium in Trägerschaft der Evangelisch-lutherischen Landeskirche Hannovers gelegt, das Philipp Melanchthon Gymnasium, das am 18. August 2011 eröffnet wurde. Gründungsschulleiter ist Oberstudiendirektor Stephan Oelker.
Im Januar 2016 erfolgte – dem Philipp Melanchthon Gymnasium unmittelbar nördlich benachbart – die Einweihung eines neuen Gemeindezentrums. Streitig ist derweil, ob das sanierungsbedürftige alte Gemeindezentrum in das wirtschaftliche Eigentum der Gemeinde Meine oder des Landkreises Gifhorn fällt.

### Eingemeindungen
Am 1. März 1974 wurden die Gemeinden Abbesbüttel, Bechtsbüttel, Grassel, Gravenhorst, Ohnhorst, Wedelheine und Wedesbüttel eingegliedert.

### Bevölkerungsentwicklung
Am 31. Dezember 2006 wohnten in der Gemeinde Meine 8135 Menschen, davon über die Hälfte im Kernort Meine. Die Bevölkerungsentwicklung in historischer Zeit ist für alle Ortsteile getrennt belegt. Im Kernort Meine entwickelten sich die Zahlen wie folgt:
| Jahr | Einwohner |
| ---- | --------- |
| 1821 | 338       |
| 1848 | 452       |
| 1871 | 535       |
| 1905 | 1008      |
| 1912 | 1047      |
| 1925 | 921       |
| 1939 | 930       |

| Jahr | Einwohner |
| ---- | --------- |
| 1950 | 1712      |
| 1961 | 1577      |
| 1970 | 1821      |
| 1980 | 2259      |
| 1990 | 2774      |
| 2000 | 3510      |
| 2018 | 4171      |
| 2021 | 4025      |

| Jahr | Einwohner |
| ---- | --------- |
| 2010 | 8179      |
| 2016 | 8610      |
| 2017 | 8648      |
| 2021 | 8637      |

Einwohnerentwicklung des Ortsteils Meine von 1821 bis 2018 nach nebenstehender Tabelle. Die bere blaue Kurve entspricht der Gemeinde, unten in rot der Ortsteil

Der große Bevölkerungszuwachs nach dem Zweiten Weltkrieg beruht vor allem auf dem Zuzug von Vertriebenen und Flüchtlingen. 1950 waren von 1712 Einwohnern 696 Vertriebene und Zugewanderte. Der weitere Bevölkerungszuwachs im späten 20. Jahrhundert und im frühen 21. Jahrhundert ergab sich aus dem wirtschaftlich attraktiven Standort im Umland von Braunschweig und Wolfsburg, der zur Ausweisung zahlreicher Neubaugebiete führte. Vorherrschend sind dabei Ein- und Zweifamilienhäuser. Die "neue Ortsmitte" an Hauptstraße und Zuckerallee mit zahlreichen Geschäften und Dienstleistungsbetrieben sowie neuen Wohnbauten für mehrere hundert Menschen entstand Ende der 1990er Jahre auf dem ehemaligen Gelände der Zuckerfabrik.

## Politik

### Rat
Der Rat der Gemeinde Meine setzt sich aus 23 Mitgliedern zusammen. Die Ratsmitglieder werden durch eine Kommunalwahl für jeweils fünf Jahre gewählt.
Bei der Kommunalwahl 2021 ergab sich folgende Sitzverteilung:
| Rat 2021Insgesamt 23 Sitze - SPD: 6 - Grüne: 4 - Unabh.: 1 - WGM: 6 - CDU: 6 |

| Wahljahr | WGM                                                                                             | CDU | SPD | Grüne | FDP | BLM | parteilos | UWG | Gesamt   |
| -------- | ----------------------------------------------------------------------------------------------- | --- | --- | ----- | --- | --- | --------- | --- | -------- |
| 2016     | 9                                                                                               | 6   | 4   | 4     | 0   | -   | -         | -   | 23 Sitze |
| 2011     | -                                                                                               | 7   | 11  | 3     | 0   | 1   | 1         | -   | 23 Sitze |
| 2006     | -                                                                                               | 11  | 9   | 1     | 1   | -   | -         | 1   | 23 Sitze |
|          | - WGM: Wählergemeinschaft Meine - BLM: Bürgerliste Meine - UWG: Unabh. Wählergemeinschaft Meine |     |     |       |     |     |           |     |          |

2006–2011
SPD, Grüne, FDP und UWG bildeten im Rat der Wahlperiode 2006–2011 eine gemeinsame Gruppe, was nach niedersächsischem Kommunalrecht einen ähnlichen Status wie eine Fraktion zum Inhalt hat.
2011–2016
Die erste Sitzung des neuen Rates fand am 14. November 2011 statt. SPD/Harms bildeten eine Gruppe, Grüne und CDU jeweils eine Fraktion. Die Gruppe SPD/Harms und die Fraktion Bündnis 90/Die Grünen hatten sich zur Gruppe SPD/Grüne/Unabhängige zusammengeschlossen, welche über die Diskussion über den Bau eines neuen Gemeindezentrums allerdings wieder zerbrochen ist. Die Fraktion Bündnis 90/Die Grünen ist nun neben der CDU-Fraktion in der Opposition.
Am 6. Oktober 2013 verstarb der Einzelkandidat Hans-Jürgen Harms. Hiernach herrscht im Rat ein Patt, die SPD hat 11 von nunmehr nur noch 22 Sitzen. In der seither vergangenen Zeit konnte die SPD bei allen wichtigen Abstimmungen dennoch eine knappe Mehrheit halten, weil die Ratsfrau der BLM kaum an diesen Sitzungen teilnimmt. In den Ausschüssen besteht im Übrigen, anders als im Rat, weiterhin eine SPD-Mehrheit von einer Stimme.
2016–2021
Die Wählergemeinschaft Meine war von Bürgermeisterin Ines Kielhorn gegründet worden, die im März 2016 aus der SPD ausgetreten war. Kielhorn holte auch etwa zwei Drittel der WGM-Personenstimmen selbst, der Kandidat Christian Rode ein weiteres Sechstel, während alle anderen Kandidaten auf der WGM-Liste nur eine sehr geringe Rolle spielten. Kielhorn konnte das Mandat im Rat dann nicht annehmen, da sie durch Direktwahl zugleich zur Samtgemeindebürgermeisterin gewählt wurde. Stattdessen erhielt trotz deutlicher Stimmenverluste der SPD eine SPD-Kandidatin als Bürgermeisterin der Gemeinde die Unterstützung auch der WGM. Von den im Rat vertretenen Parteien konnten allein Bündnis 90/Die Grünen hinzugewinnen, deren Hochburgen in den Ortsteilen Meine und Bechtsbüttel lagen (jeweils über 20 %). WGM und SPD waren in den Ortsteilen außerhalb des Kernortes Meine am stärksten, die SPD in Grassel.
WGM und SPD bildeten nach der Wahl eine Gruppe und stellen die Mehrheit im Rat. Der über ein Listenmandat der CDU gewählte Ratsherr Christoph Kasper verkündete unmittelbar nach der Wahl seinen Austritt aus der CDU, nahm sein Mandat dennoch an und trat der Gruppe WGM/SPD bei, die nun mit 14 Sitzen eine deutliche Mehrheit hatte. Die CDU mit 5 Sitzen und die Grünen mit 4 Sitzen bildeten jeweils eigene Fraktionen. Fraktionsvorsitzende sind Eberhard Stolzenburg (WGM/SPD), Ingrid Richter (CDU) und Arne Duncker (Grüne).
Neben Ines Kielhorn (WGM, 2437 Stimmen) erzielten die besten Direktwahlergebnisse Arne Duncker (Grüne, 787 Stimmen), Christian Rode (WGM, 705 Stimmen), Ute Heinsohn-Buchmann (SPD, 666 Stimmen), Ingrid Richter (CDU, 649 Stimmen), Hans-Georg Reinemann (CDU, 282 Stimmen), Peter Penkalla (Grüne, 249 Stimmen).
Zu den Kuriosa der Wahl 2016 gehört, dass sowohl Altbürgermeister Hans-Georg Reinemann als auch seine Tochter Anke Reinemann in den Rat gewählt wurden, aber auf zwei unterschiedlichen Listen. Anke Reinemann ist stellvertretende Fraktionsvorsitzende der Grünen.
Die Gruppe WGM/SPD zerbrach 2019, bis 2021 gab es im Rat keine klaren Mehrheiten. Die Bürgermeisterin Heinsohn-Buchmann (SPD) blieb im Amt, konnte sich aber nur noch auf die 4 SPD-Ratsmitglieder stützen.

### Bürgermeister
- 16. November 1981 bis 30. November 2006 – Hans-Georg Reinemann (Meine; CDU, * 1934).
- Seit 30. November 2006 Ines Kielhorn (Wedelheine; SPD, * 1964), die bei ihrer Wahl 2006 auch von den Ratsmitgliedern der FDP, UWG und Bündnis 90/Die Grünen unterstützt wurde und auf der Ratssitzung am 14. November 2011 mit den Stimmen von SPD/Harms und Bündnis 90/Die Grünen wiedergewählt wurde. Ines Kielhorn war 2011–2016 auch stellvertretende Landrätin des Landkreises Gifhorn.
- Stellvertretende Bürgermeister sind seit 14. November 2011 Werner Auerbach (Bechtsbüttel; SPD) und Arne Duncker (Meine; Bündnis 90/Die Grünen).
- Am 2. November 2016 trat der Rat zur Wahlperiode 2016–2021 erstmals zusammen. Ines Kielhorn kandidierte nicht mehr, da sie 2016 zur Samtgemeindebürgermeisterin gewählt worden war. Ute Heinsohn-Buchmann (Grassel; SPD, unterstützt von SPD und WGM) erhielt 13 Stimmen der 21 anwesenden Ratsmitglieder, Dr. Arne Duncker (Meine, Bündnis 90/Die Grünen, unterstützt von Grünen und CDU) erhielt 8 Stimmen. Ute Heinsohn-Buchmann ist damit neue Bürgermeisterin. Als stellvertretende Bürgermeister wurden Werner Auerbach (Bechtsbüttel; WGM) und Christian Rode (Wedelheine; WGM) gewählt.

### Wappen
Blasonierung: „Geteilt von Silber und Gold, oben auf der Teilungslinie eine rote Windmühle mit schwarzem beknauftem Zwiebeldach, schwarzer Tür, beseitet von fünf schwarzen Fenstern, vier goldenen Flügeln, unten unter einem blauen Wellenbalken ein springendes schwarzes lediges Pferd.“
Wappenerklärung: Die rote Windmühle ist der zentral in der Gemeinde liegende alte Erdholländer von 1864, der noch heute als Wahrzeichen gilt. Die Mühle stellt dazu eine Verbindung zwischen Ackerbau sowie Handwerk und Industrie her. Der blaue Wellenbalken mit seinen acht Wellen symbolisiert die acht Ortsteile der Gemeinde, des Weiteren stellt er den das Gemeindegebiet durchquerenden Mittellandkanal dar. Das schwarze Pferd wurde schon im Wappen des früher hier ansässigen Geschlechtes derer von Grote mit rotem Zaumzeug geführt. Auch symbolisiert das Pferd die lange Tradition der Frachtfuhrleute aus Meine, die bis zum Beginn der Eisenbahn bestand.

## Kultur und Sehenswürdigkeiten

### Sprache
In Meine wurde früher ostfälisches Papenteicher Platt (siehe: Samtgemeinde Papenteich – Sprache) als Alltagssprache sowie Hochdeutsch als Schul- und Kirchensprache gesprochen. Die Meiner wuchsen also zweisprachig auf. Die zwei wichtigsten Verfasser von Texten in Papenteicher Sprache stammen aus Meine: Karl Ahrens (1868–1937) und Karl-Otto Dohrendorf. Inzwischen hört man im Alltag nur noch wenig Plattdeutsch. Das in Meine gesprochene Hochdeutsch enthält aber weiter eine Reihe lokaler und regionaler Wörter und Sprachelemente (siehe wiederum: Samtgemeinde Papenteich – Sprache).

### Religion

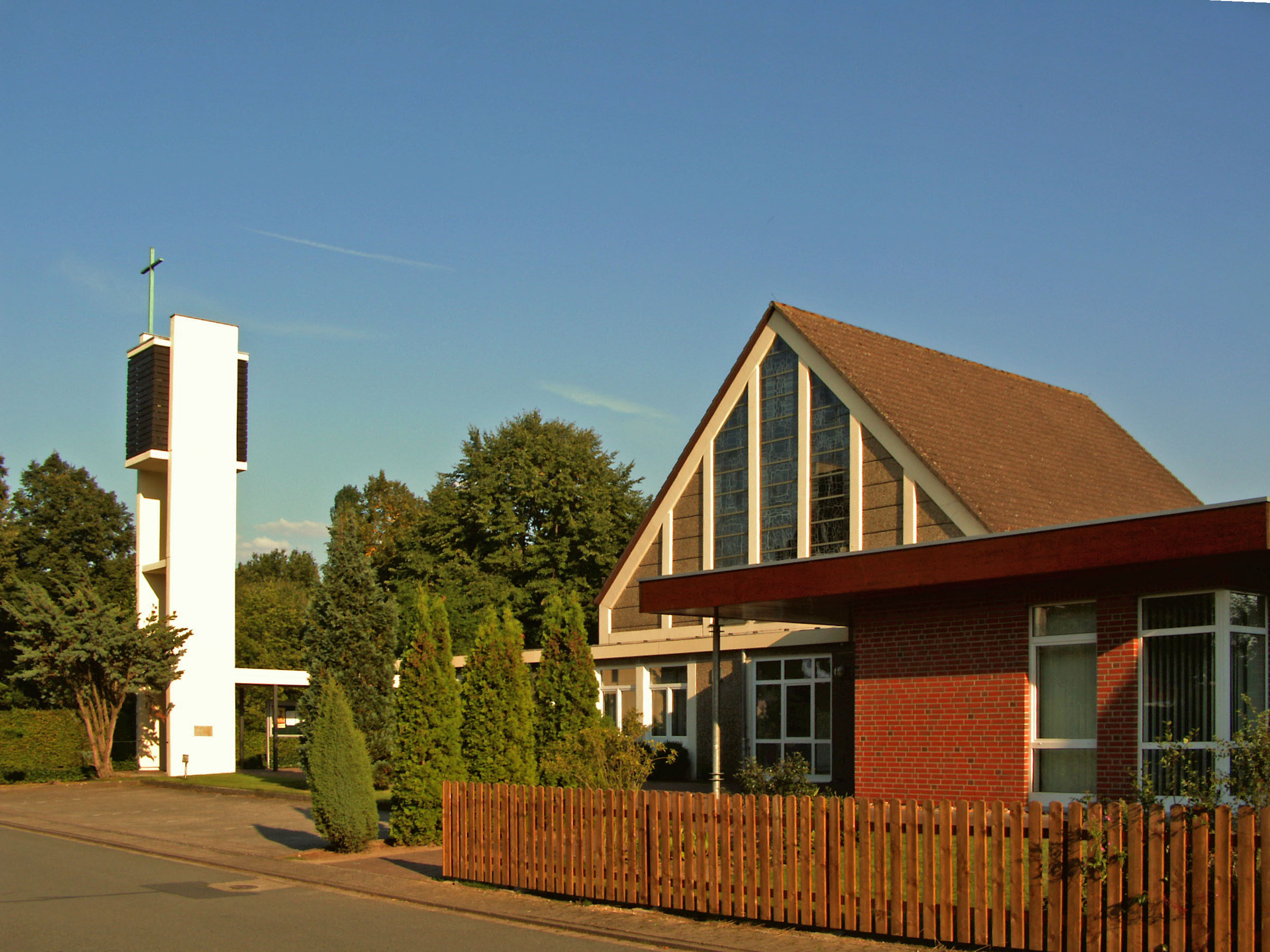
Katholische St.-Andreas-Kirche

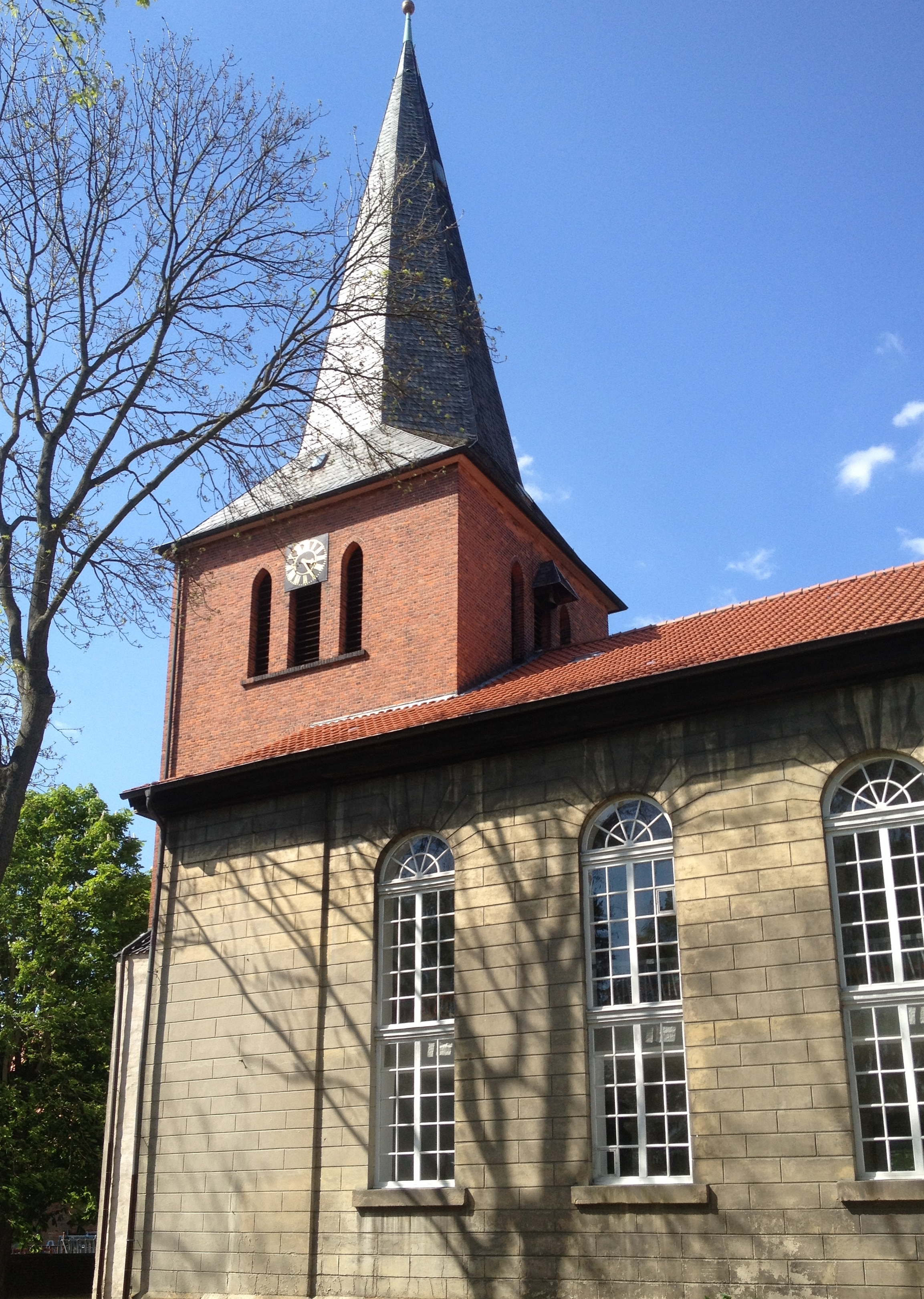
Evangelisch-lutherische St.-Stephani-Kirche

Gliederung und Gebiete der Meiner Kirchengemeinden weichen von der politischen Gemeinde ab. Zur größten Kirchengemeinde Meines, der evangelisch-lutherischen St.-Stephani-Gemeinde, gehört neben den Orten Meine, Abbesbüttel, Wedelheine, Wedesbüttel, Gravenhorst und Ohnhorst sowie Meinholz und Martinsbüttel auch der Ort Vordorf. Die Kirche und das Gemeindehaus stehen im alten Ortskern Meines an der Hauptstraße, außerdem gibt es Kapellen in Vordorf, Wedesbüttel und Abbesbüttel. Grassel und Bechtsbüttel gehören zwar zur politischen Gemeinde Meine, nicht aber zur St.-Stephani-Kirchengemeinde.
Am Südrand des Ortes Meine befindet sich die zur katholischen Pfarrgemeinde St. Altfrid Gifhorn/Meine gehörende St.-Andreas-Kirche, sie wurde 1970/71 als Fertigteilkirche erbaut.
Im Nordosten des Ortes Meine befindet sich das Versammlungshaus der Freien evangelischen Bibelgemeinde Meine e. V.

### Naturdenkmäler

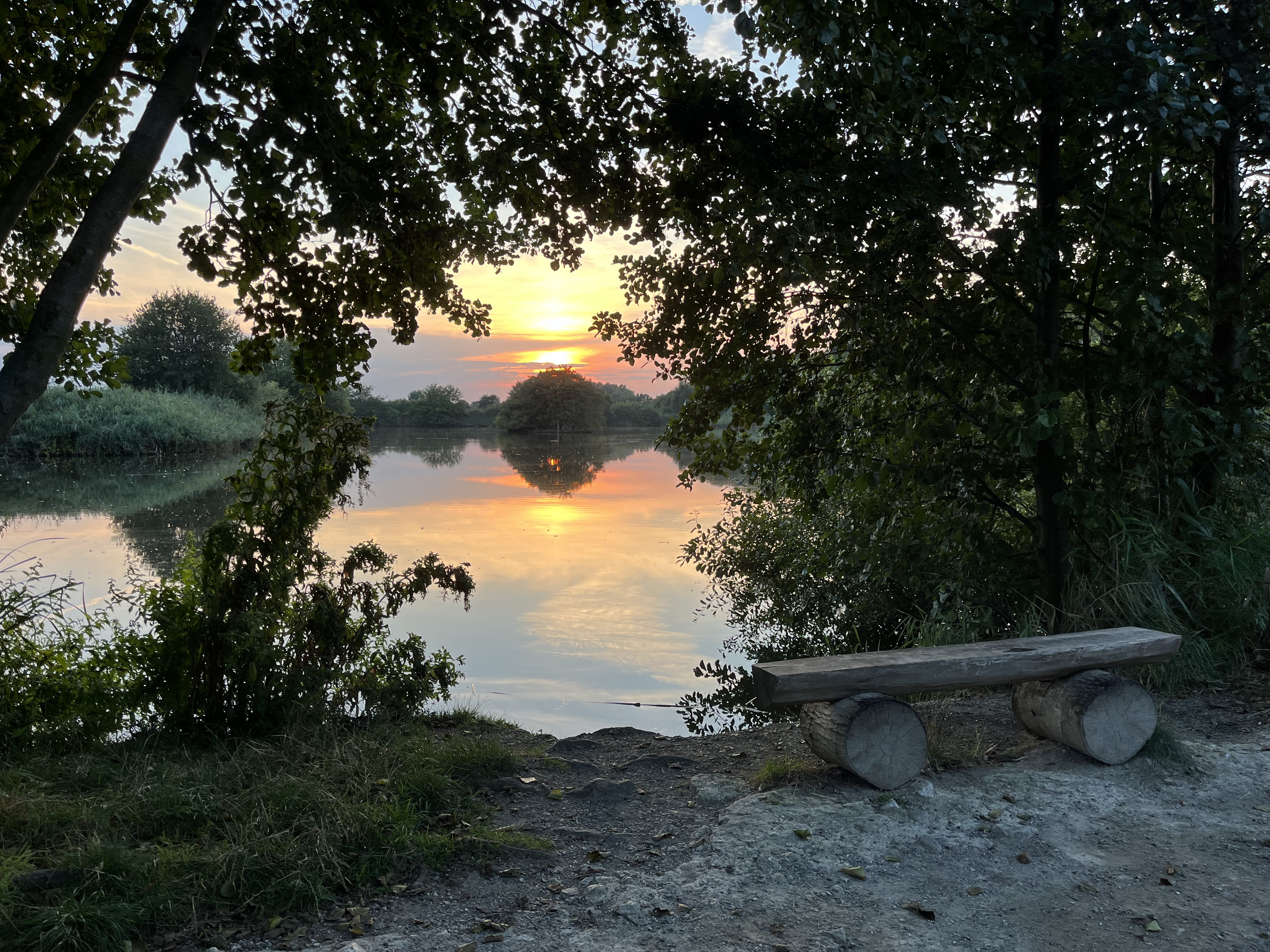
Sonnenuntergang an den Meiner Teichen

An und auf den zwischen Meine und Ohnhorst gelegenen Meiner Teichen, ehemaligen Klärteichen der Zuckerfabrik, leben zahlreiche Vogelarten, insbesondere sind die Teiche Rastplatz für wandernde Zugvögel. Im Frühsommer finden an den Teichen Veranstaltungen zur Fledermausbeobachtung statt.
Zwischen Meine und Wedelheine befindet sich am Fuhlenriedeweg eine 2011/2012 neu angelegte Streuobstwiese mit z. Zt. ca. 100 Bäumen, vorzugsweise seltener und traditioneller norddeutscher Obstsorten. Nach Abschluss der Pflanzungen sollen hier etwa 120 Bäume wachsen. Eine weitere Streuobstwiese liegt nördlich von Meine am Ortholzweg. Eine als Naturdenkmal anerkannte 500-jährige Eiche steht auf dem Grundstück Eichenweg 7, weitere auf den Grundstücken Am Zellberg 15, Fallerslebener Straße 7 und zwei Bäume am Samtgemeinderathaus. Die als Naturdenkmal anerkannte Eiche auf dem Grundstück Hauptstraße 21 wurde durch den dort ansässigen Gewerbebetrieb gefällt, um Parkplätze zu schaffen.

### Regelmäßige Veranstaltungen
Jährlich finden Ende Mai das Schützenfest und am ersten Sonnabend im September der Meiner Herbstmarkt statt, beide auf der Festwiese am Zellberg.
Auf dem Meiner Marktplatz an der Hauptstraße findet jährlich der Weihnachtsmarkt und jeden Sonnabend der Meiner Wochenmarkt statt. Außerdem ist der Marktplatz Start und Ziel des jährlich im Frühsommer stattfindenden Meiner Staffellaufs (5*2000 Meter) zugunsten der St.-Stephani-Kirchengemeinde.

## Wirtschaft und Infrastruktur

### Wirtschaft und Handel
In Meine gibt es etwa 100 Gewerbebetriebe, größter innerörtlicher Arbeitgeber ist, außer Gemeinde und Samtgemeinde, der Münzversand BTN. Der für Meine bedeutendste außerörtliche Arbeitgeber ist die Volkswagen AG mit den VW-Werken in Wolfsburg und Braunschweig. An der nördlichen Ortseinfahrt sind diverse Supermärkte sowie im Ortszentrum zwei Apotheken, drei Arztpraxen, vier Zahnärzte, drei Rechtsanwälte, zwei Tankstellen und eine Postagentur vorhanden.
Der Ort verfügt über eine Rettungswache, die Freiwillige Feuerwehr im Ortsteil Meine und weitere Freiwillige Feuerwehren in den anderen Ortsteilen.

### Verkehr

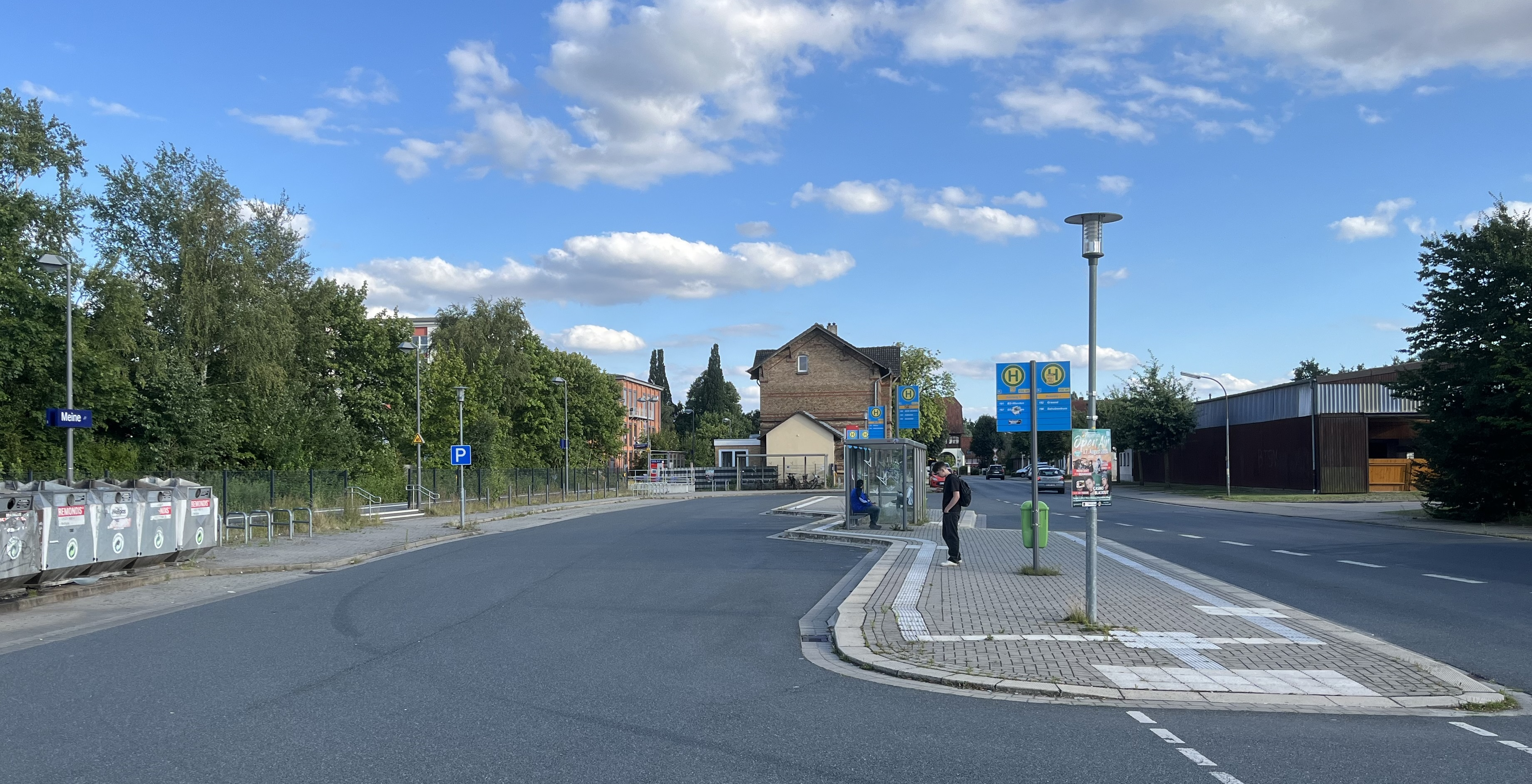
Bahnhaltepunkt Meine und Busbahnhof

Die Bundesstraße 4 und der Fernradweg Braunschweig-Lüneburg führen durch Meine, wo eine Kreuzung mit der L 321 (Verbindungsstraße von Peine nach Wolfsburg) besteht.

#### Haltepunkt Meine
Der Haltepunkt Meine (Abkürzung: HMEI, Preisklasse: 7) ist ein Haltepunkt an der Bahnstrecke Braunschweig–Wieren (km 20,0). Die Station wird im Stundentakt durch die von Erixx betriebene RB 47 Braunschweig – Uelzen bedient. Im ehemaligen Stationsgebäude befindet sich seit 2009 ein Jugendtreff.
Der Bahnhof Meine wurde am 1. März 1889 im Güterverkehr und zum 1. Juli 1890 im Passagierverkehr in Richtung Gifhorn in Dienst gestellt, seit 1894 in Richtung Braunschweig. Die in Meine ansässige Zuckerfabrik war auf die schnelle Herstellung eines Bahnanschlusses im Ort besonders bestrebt.
Der historische Bahnhof Meine wurde für Zugkreuzungen genutzt und hatte zwei Gütergleise. Der Güterverkehr wurde 1988 eingestellt. Im Jahr 1993 wurden alle Weichen zurückgebaut und der Bahnhof zum Haltepunkt. Bis November 2007 war in Meine eine besetzte Blockstelle vorhanden.
In den Planungen zur RegioStadtBahn Braunschweig in den 2000er-Jahren sollte der Haltepunkt Meine ein zweites Gleis und einen neuen Außenbahnsteig erhalten. Die Planung der RegioStadtBahn wurde allerdings eingestellt.
Im Januar 2020 wurde die barrierefreie Sanierung des Bahnsteigs in Meine fertiggestellt. Der Haltepunkt wird seit dem 13. Dezember 2020 im Stundentakt angefahren.

### Sport
Größter Sportverein der Gemeinde ist der TSV Meine 09 im Kernort Meine mit knapp 1100 Mitgliedern. Der Schützenverein mit etwa 200 Mitgliedern ist mit seinen Bogen- und Pistolenschützen erfolgreich.
Es gibt in Meine zwei Sportplätze mit Rasenbelag, eine Reithalle, einen Reitplatz, Tennisplätze, ein Hundeausbildungsgelände, einen Bogenschießplatz und einen Schießstand.
Das in Meine früher bestehende Freibad wurde in den 1980er Jahren geschlossen.

### Bildung

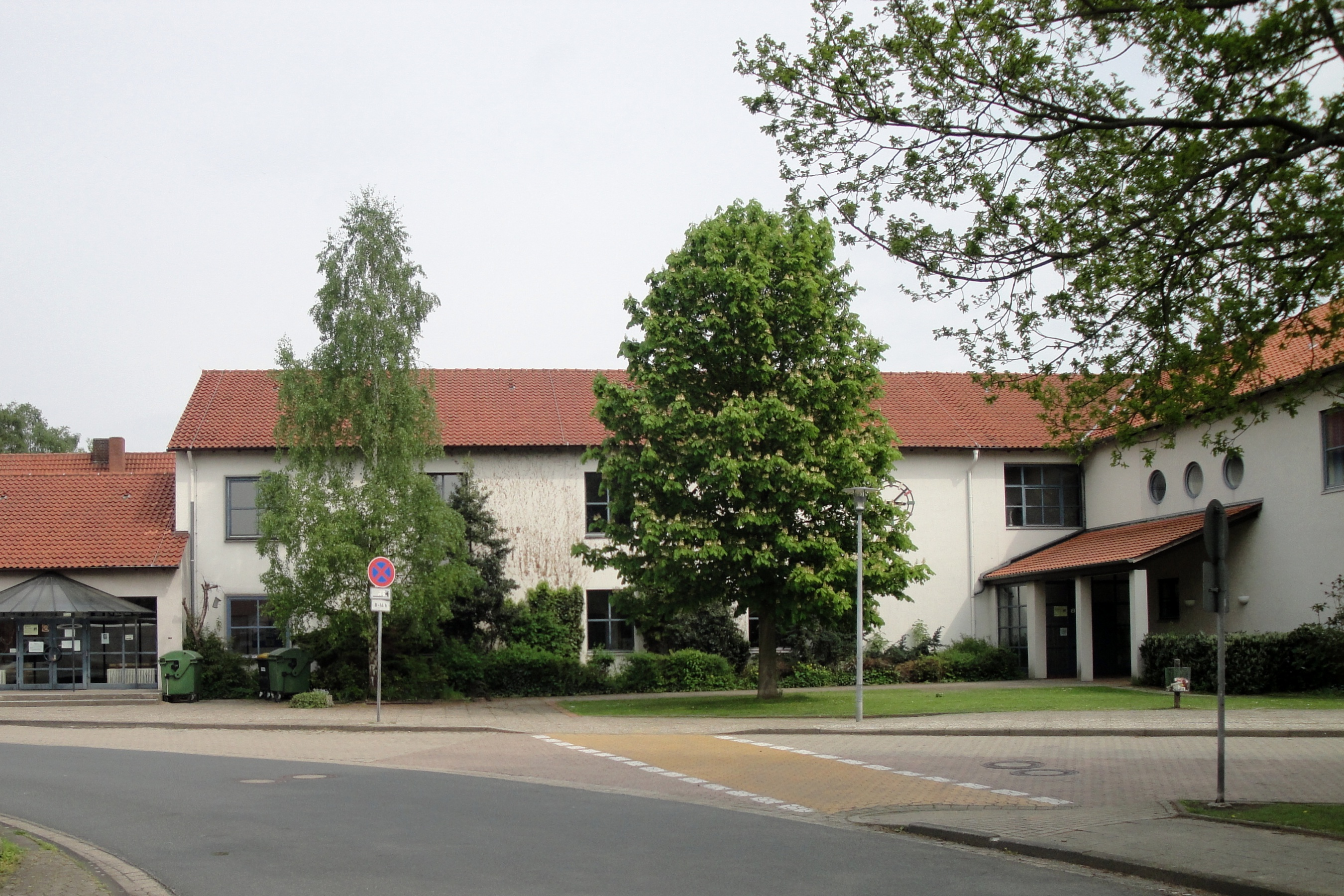
Grundschule "Am Zellberg" in Meine

Schulen in Meine sind die Grundschule Am Zellberg und das 2011 gegründete evangelische Philipp-Melanchthon-Gymnasium.

## Persönlichkeiten
- Georg Eduard Adolph Capelle (1838–1905), in Meinholz geborener Kaufmann und Unternehmer auf den Marshallinseln
- Adolph Tronnier (1875–1962), Bibliothekar
- Richard Tronnier (1878–1947), Komponist, Musikschriftsteller und Geograph
- Werner Bettenhäuser (1886–1959), Marineoffizier
- Fritz Broistedt (1893–1972), Politiker der DP und der CDU
- Friedrich Linneweh (1908–1992), Pädiater und Hochschullehrer
- Rainer Gerlach (* 1951), Journalist
- Alexander Kerlin (* 1980), Dramaturg und Autor, wuchs in Meine auf